# Irbek Farníyev
Irbek Valentínovich Farníyev –en ruso, Ирбек Валентинович Фарниев– (Vladikavkaz, 12 de enero de 1982) es un deportista ruso de origen osetio que compitió en lucha libre.
Ganó dos medallas en el Campeonato Mundial de Lucha, oro en 2003 y bronce en 2007, y tres medallas en el Campeonato Europeo de Lucha entre los años 2001 y 2007. Participó en dos Juegos Olímpicos de Pekín 2008, ocupando el séptimo lugar en la categoría de 66 kg.

## Palmarés internacional
| Campeonato Mundial | Campeonato Mundial          | Campeonato Mundial | Campeonato Mundial |
| Año                | Lugar                       | Medalla            | Categoría          |
| ------------------ | --------------------------- | ------------------ | ------------------ |
| 2003               | Nueva York (Estados Unidos) | Medalla de oro     | 66 kg              |
| 2007               | Bakú (Azerbaiyán)           | Medalla de bronce  | 66 kg              |
| Campeonato Europeo |                             |                    |                    |
| Año                | Lugar                       | Medalla            | Categoría          |
| 2001               | Budapest (Hungría)          | Medalla de plata   | 69 kg              |
| 2003               | Riga (Letonia)              | Medalla de oro     | 66 kg              |
| 2007               | Sofía (Bulgaria)            | Medalla de plata   | 66 kg              |